# Aides (bướm nhảy)
Aides là một chi bướm ngày thuộc họ Bướm nâu.

## Các loài
- Aides aegita (Hewitson, 1866)
- Aides aestria (Hewitson, 1866)
- Aides brilla (H. Freeman, 1970)
- Aides brino (Stoll, 1781)
- Aides duma Evans, 1955
  - Aides duma duma Evans, 1955
  - Aides duma argyrina Cowan, 1970
- Aides dysoni Godman, 1900
- Aides ocrinus (Plötz, 1882)